# Nhà Bè, Thành phố Hồ Chí Minh
Nhà Bè là một xã thuộc Thành phố Hồ Chí Minh, Việt Nam.

## Địa lý
Thị trấn Nhà Bè nằm ở trung tâm huyện Nhà Bè, cách trung tâm Thành phố Hồ Chí Minh 10 km về phía nam, có vị trí địa lý:
- Phía đông giáp tỉnh Đồng Nai qua sông Nhà Bè
- Phía tây giáp xã Phước Kiển
- Phía nam giáp xã Phú Xuân
- Phía bắc giáp Quận 7.

Thị trấn có diện tích 5,99 km², dân số năm 2021 là 45.395 người,  mật độ dân số đạt 7.578 người/km².

## Hành chính
Thị trấn Nhà Bè được chia thành 4 khu phố với 97 tổ dân phố.

## Lịch sử
Trước đây, thị trấn Nhà Bè là huyện lỵ huyện Nhà Bè, được thành lập vào ngày 17 tháng 7 năm 1986 trên cơ sở tách 430 ha diện tích tự nhiên và 5.001 người của xã Phú Mỹ, 423 ha diện tích tự nhiên và 10.948 người của xã Phú Xuân.
Sau khi thành lập, thị trấn Nhà Bè có 853 ha diện tích tự nhiên và 15.949 người.
Ngày 6 tháng 1 năm 1997, Chính phủ ban hành Nghị định số 03-CP. Theo đó, điều chỉnh một phần diện tích và dân số của thị trấn Nhà Bè về Quận 7 mới thành lập.
Sau khi điều chỉnh, thị trấn Nhà Bè có địa giới hành chính như hiện nay nhưng không còn là huyện lỵ. Huyện lỵ mới của huyện Nhà Bè đặt tại xã Phú Xuân.